# Nuit de la glisse
La Nuit de la Glisse est un festival de films consacré aux sports de glisse et aux sports extrêmes, créé en 1979 par Yves Bessas. Il se déroule chaque année en novembre-décembre dans plusieurs villes de France et d'autres pays.

## Histoire
La Nuit de la Glisse a été créée en 1979 par Yves Bessas. À l'origine, il s'agissait de projections de films sur les sports de glisse émergents à l'époque, comme le surf, le skateboard ou le ski freestyle. Le festival s'est progressivement développé pour devenir un rendez-vous annuel majeur pour les amateurs de sports extrêmes et de sensations fortes. Depuis les années 2000, le réalisateur Thierry Donard est aux commandes de l'événement.

## Concept
Chaque année, la Nuit de la Glisse propose :
- Un long-métrage inédit réalisé par Thierry Donard, mettant en scène différents sports extrêmes filmés dans des conditions spectaculaires
- Une sélection de courts-métrages dans le cadre du NDG Short Film Festival
- Des rencontres avec des athlètes et réalisateurs

Les disciplines représentées incluent notamment le ski, le snowboard, le surf, le wingsuit, le VTT, le skateboard. Les projections se déroulent dans des salles de cinéma équipées pour diffuser les films en haute définition 4K.

## Éditions
La 40e édition s'est tenue en 2019 avec un film rétrospectif intitulé Pushing the Limits. L'édition 2024 présente le film Human X Part II de Thierry Donard.